# Lago La Vota
Lago La Vota este o arie protejată (arie specială de conservare — SAC, sit de importanță comunitară — SCI) din Italia întinsă pe o suprafață de 297 ha, integral pe uscat.

## Localizare
Centrul sitului Lago La Vota este situat la coordonatele 38°56′23″N 16°11′22″E / 38.9397°N 16.1894°E.

## Înființare
Situl Lago La Vota a fost declarat sit de importanță comunitară în septembrie 1995 pentru a proteja 69 de specii de animale. Situl a fost protejat și ca arie specială de conservare în iunie 2017.

## Biodiversitate
Situată în ecoregiunea mediteraneană, aria protejată conține 10 habitate naturale: Dune cu vegetație ierboasă Malcolmietalia, Lagune de coastă, Dune împădurite cu Pinus pinea și/sau Pinus pinaster, Dune mobile cu vegetație embrionară, Vegetație anuală la limita mareei, Dune de pe litoral fixate cu Crucianellion maritimae, Dune cu vegetație ierboasă Brachypodietalia cu specii anuale, Dune mobile de-a lungul țărmului cu Ammophila arenaria („dune albe”), Mlaștini calcaroase cu Cladium mariscus și specii de Caricion davallianae, Pajiști umede mediteraneene cu ierburi înalte de Molinio-Holoschoenion.
La baza desemnării sitului se află mai multe specii protejate:
- păsări (68): fluierar de munte (Actitis hypoleucos), ciocârlie-de-câmp (Alauda arvensis), pescăruș albastru (Alcedo atthis), fâsă-de-câmp (Anthus campestris), lăstunul mare (Apus apus), stârc cenușiu (Ardea cinerea), stârc roșu (Ardea purpurea), stârc galben (Ardeola ralloides), șorecarul comun (Buteo buteo), ciocârlie-cu-degete-scurte (Calandrella brachydactyla), fugaci de țărm (Calidris alpina), fugaci roșcat (Calidris ferruginea), fugaci mic (Calidris minuta), bătăuș (Calidris pugnax), sticlete (Carduelis carduelis), Cettia cetti, prundăraș de sărătură (Charadrius alexandrinus),  prundaș gulerat mic (Charadrius dubius), chirighiță neagră (Chlidonias niger), florinte (Chloris chloris), erete de stuf (Circus aeruginosus), Cisticola juncidis, cioară neagră (Corvus corone), lebădă de vară (Cygnus olor), lăstun de casă (Delichon urbicum), egretă mică (Egretta garzetta), măcăleandru (Erithacus rubecula), vânturel roșu (Falco tinnunculus), cinteză (Fringilla coelebs), lișiță (Fulica atra), ciocârlan (Galerida cristata), găinușă de baltă (Gallinula chloropus), pescăriță râzătoare (Gelochelidon nilotica), piciorong (Himantopus himantopus), rândunică (Hirundo rustica), stârc pitic (Ixobrychus minutus), pescăruș-cu-cap-negru (Larus melanocephalus), Larus michahellis, pescăruș râzător (Larus ridibundus), câneparul (Linaria cannabina), privighetoare (Luscinia megarhynchos), rață fluierătoare (Mareca penelope), prigoare (Merops apiaster), gaia neagră (Milvus migrans), codobatură galbenă (Motacilla alba), pietrar sur (Oenanthe oenanthe), vultur pescar (Pandion haliaetus), pițigoi mare (Parus major), vrabie italiană (Passer italiae), viespar (Pernis apivorus), Phoenicopterus ruber, codroș de munte (Phoenicurus ochruros), coțofană (Pica pica), corcodel mare (Podiceps cristatus), cristei de baltă (Rallus aquaticus), mărăcinar negru (Saxicola torquatus), chiră mică (Sternula albifrons), silvie cu cap negru (Sylvia atricapilla), silvie roșcată (Sylvia cantillans), silvie mediteraneană (Sylvia melanocephala), corcodel mic (Tachybaptus ruficollis), Tachymarptis melba, chiră de mare (Thalasseus sandvicensis), fluierar de mlaștină (Tringa glareola), fluierar cu picioare verzi (Tringa nebularia), fluierarul de zăvoi (Tringa ochropus), fluierarul cu picioare roșii (Tringa totanus), pupăză (Upupa epops)
- reptile (1): Caretta caretta

Pe lângă speciile protejate, pe teritoriul sitului au mai fost identificate 16 specii de plante, 1 specie de amfibieni, 1 specie de nevertebrate, 2 specii de reptile.